# Kayuara Kuning
Kayuara Kuning is een bestuurslaag in het regentschap Banyuasin van de provincie Zuid-Sumatra, Indonesië. Kayuara Kuning telt 2713 inwoners (volkstelling 2010).